# Skin (Rag'n'Bone Man)
Skin è un singolo del cantautore britannico Rag'n'Bone Man, pubblicato nel 2017 ed estratto dall'album Human.

## Tracce
1. Skin – 3:59

## Classifiche
La canzone ha raggiunto la posizione #13 della classifica del Regno Unito, e la #87 della classifica ufficiale italiana dei singoli FIMI.